# Bavorský zemský sněm
Bavorský zemský sněm (německy Bayerischer Landtag) je zemský sněm v Bavorsku, jedné ze spolkových zemí Německa. Je nejvyšším ústavním orgánem Bavorska. Do roku 1991 byl dvoukomorový a zahrnoval i Bavorský senát, od té doby se jedná o jednokomorový parlament. Sídlí v Maximilianeu postaveném Maxmiliánem II. Bavorským v roce 1876 v bavorském hlavním městě Mnichově. Dějiny bavorského zemského sněmu sahají k bavorské ústavě z roku 1818, na základě které byl v roce 1819 zřízen. Za nacistického Německa v roce 1934 byl ale parlament rozpuštěn a kontinutita přerušena; nový sněm byl zaveden až v roce 1946 podle Ústavy svobodného státu Bavorska.
Volební období je pět let. Poslední volby proběhly v říjnu 2023, následující tedy budou nejpozději v roce 2028. V těch nejvíce hlasů a 85 mandátů z 205 získala Křesťansko-sociální unie Bavorska (CSU), která sestavila koaliční vládu se Svobodnými voliči. Ve volbách v roce 2013 získala CSU nadpoloviční počet mandátů, což je v poválečných dějinách parlamentu běžné.